# Lijst van voetbalinterlands Chili - Kameroen (vrouwen)
Deze lijst van voetbalinterlands is een overzicht van alle officiële voetbalinterlands tussen de nationale vrouwenteams van Chili en Kameroen. De landen hebben tot nu toe twee keer tegen elkaar gespeeld.

## Wedstrijden
| № | Plaats  | Datum         | Competitie                          | Wedstrijd        | Uitslag |
| - | ------- | ------------- | ----------------------------------- | ---------------- | ------- |
| 1 | Antalya | 10 april 2021 | Olympische Spelen 2020 kwalificatie | Kameroen − Chili | 1 − 2   |
| 2 | Antalya | 13 april 2021 | Olympische Spelen 2020 kwalificatie | Chili − Kameroen | 0 − 0   |

## Samenvatting
| Competitie                     | Totaal gespeeld | Winst Chili | Gelijk | Winst Kameroen | Doelsaldo Chili – Kameroen |
| ------------------------------ | --------------- | ----------- | ------ | -------------- | -------------------------- |
| Olympische Spelen kwalificatie | 2               | 1           | 1      | 0              | 2 − 1                      |
| Totaal                         | 2               | 1           | 1      | 0              | 2 − 1                      |